# Человек с ружьём
«Челове́к с ружьём» — советский полнометражный, чёрно-белый, историко-революционный художественный фильм, поставленный на киностудии «Ленфильм» в 1938 году режиссёром Сергеем Юткевичем. Первый фильм кинотрилогии по произведениям Николая Погодина: «Человек с ружьём», «Кремлёвские куранты» и «Третья Патетическая».

## Краткое содержание
События происходят в России в 1917 году во время Октябрьской революции. На фронтах тяжёлое положение, к столице подступают войска генерала Краснова. Бывший крестьянин, а ныне солдат Иван Шадрин отправлен однополчанами с германского фронта в революционный Петроград, чтобы вручить Ленину письмо с вопросами своих товарищей.
Центральная сцена в фильме — первая встреча Шадрина и Ленина. Солдат с винтовкой и чайником бродит по Смольному в поисках кипятка. Он случайно натыкается на невысокого роста мужчину в костюме-тройке, который уделяет ему время, проявляет большое участие к его нуждам и отвечает на все вопросы. Сам Шадрин ещё не знает, с кем только что беседовал, но охранник сообщает ему, что этим собеседником был В. И. Ленин. Шадрин приходит в неописуемый восторг, и из его уст звучит фраза: «Братцы! Товарищи! Я разговаривал с Лениным!» После этого солдат возвращается на фронт.
Во время разведывательного рейда в Царское Село Шадрин чуть не берёт в плен белого генерала, но упускает его. Во время случайной встречи с Лениным и Сталиным Дымов рассказывает им об этом эпизоде, чем немало потешает вождей. Здесь же случайно оказывается и Шадрин… Ленин и Сталин ободряют его, говоря, что «в другой раз солдат перед генералом не оробеет!»
Шадрин вновь сражается на фронте, защищая Петроград. По возвращении в город он присутствует на Путиловском заводе во время выступления там Ленина.

## История создания
Работа над сценарием с рабочим названием «Ноябрь» началась в 1937 году. Поначалу он не устроил Юткевича; затем Николай Погодин переработал сценарий в пьесу, которую назвал «Человек с ружьём», и этот вариант устроил режиссёра и ГУК (Главное управление кинематографии).
Премьера фильма состоялась 1 ноября 1938 года.
В период между 1956 и 1961 годами из фильма была вырезана сцена в Смольном с участием Сталина. После уже официального «восстановления» картины в 1965 году на «Мосфильме» Сталин был вырезан из неё окончательно: сокращена сцена поедания картошки Лениным, Сталиным, Дымовым и Шадриным, в финальной сцене фильма Сталин также заретуширован — в результате Ленин произносит речь, стоя на трибуне в одиночестве. Убраны и все упоминания о Сталине в тексте фильма.

## В ролях
- Максим Штраух — В. И. Ленин

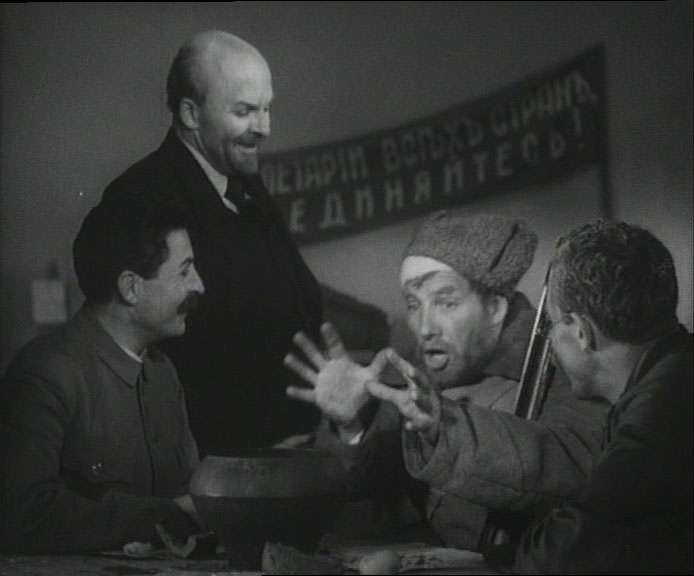
Б. Тенин (Шадрин), М. Штраух (Ленин), М. Геловани (Сталин) в фильме «Человек с ружьём» (первоначальная версия)

- Михаил Геловани — И. В. Сталин (в первоначальной версии фильма)
- Борис Тенин — Иван Шадрин
- Владимир Лукин — Николай Чибисов
- Зоя Фёдорова — Катя
- Фаина Раневская — хозяйка особняка, медиум спиритического сеанса (в титрах не указана)
- Борис Чирков — Евтушенко
- Николай Черкасов — генерал
- Николай Соснин — миллионер Захар Захарович Сибирцев
- Серафима Бирман — Варвара Ивановна, его жена
- Марк Бернес — Костя Жигилёв

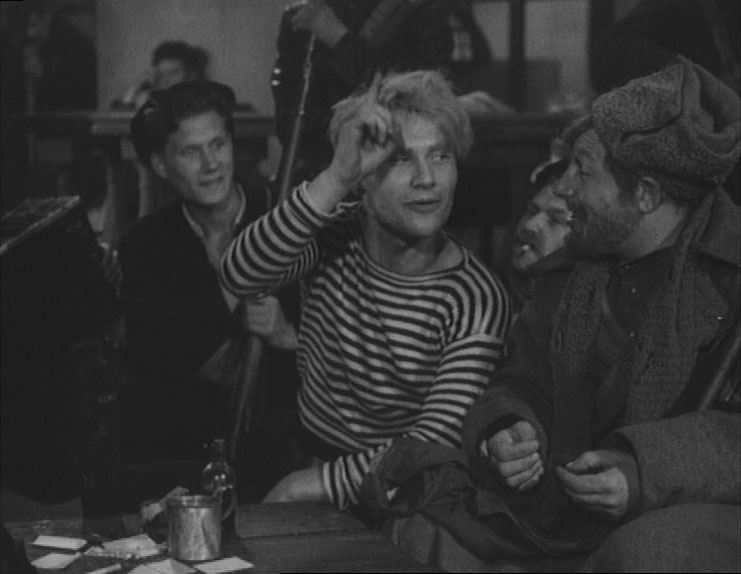
М. Бернес (Костя Жигилёв) в фильме «Человек с ружьём»

- Степан Каюков — Андрей Дымов, матрос
- Павел Суханов — пленный Матушкин
- Константин Сорокин — часовой
- Николай Крючков — Сидоров
- Павел Кадочников — солдат с семечками
- Михаил Яншин — офицер, гость на спиритическом сеансе
- Юрий Толубеев — революционный матрос
- Пётр Алейников — солдат
- Владимир Волчик — солдат
- Елизавета Уварова — приживалка
- Василий Ванин — денщик генерала

## Съёмочная группа
Съёмочная группа фильма:
- Сценарий: Николай Погодин
- Режиссёр-постановщик: Сергей Юткевич
- Главный оператор: Жозеф Мартов
- Художник: Александр Блэк
- Сорежиссёры: Павел Арманд, Мария Итина
- Композитор: Дмитрий Шостакович
- Текст и музыка песни: Павел Арманд
- Звукооператор: Константин Гордон
- Ассистент режиссёра: А. Гольдбрут
- Второй оператор: Г. Максимов
- Ассистент оператора: Вячеслав Фастович
- Ассистент художника: М. Рафалович
- Художник-гримёр: Антон Анджан
- Монтажёр: Валентина Миронова
- Директор картины: Яков Анцелович

## Награды
- Максим Штраух за вклад в создание образа В. И. Ленина в нескольких кинофильмах получил в 1959 году Ленинскую премию СССР.
- Марк Бернес был награждён за работу в картине орденом «Знак Почёта».

## Место в истории искусства
«Человек с ружьём», наряду с фильмами «Ленин в Октябре» и «Ленин в 1918 году», представляет собой наиболее известный пример советской киноленинианы и пропаганды. Образы Ленина, созданные Штраухом и Щукиным, считались классическим воплощением вождя мирового пролетариата на киноэкране, обобщавшим его идеализированный образ «самого человечного человека». Крупская считала Ленина в исполнении Штрауха наиболее достоверным воплощением облика вождя. Впоследствии Юткевич неоднократно возвращался в своём творчестве к теме Ленина и его значению в истории.
Фильм «Человек с ружьём» по-настоящему открыл широкой публике актёра Марка Бернеса и принёс ему большую известность. В этом фильме Бернес исполнил ставшую популярной песню «Тучи над городом встали…».

## Критика
В советское время фильм был вне критики, и какие бы то ни было негативные комментарии относительно его художественного значения не допускались. Киноведы, впрочем, отзывались о фильме прохладно, отмечая ходульность персонажей, заимствование некоторых сюжетных ходов и несоответствия реальным историческим событиям.
Первые критические замечания к сценарию высказал Н. Оттен в журнале «Искусство кино» в августовском номере за 1938 год — в то время, когда ещё шла работа над фильмом.
В 2001 году Феликс Балонов, отмечая, что в пьесе Н. Погодина не было сцены со спиритическим сеансом, высказал гипотезу, что она была заимствована из рассказа М. А. Булгакова «Спиритический сеанс», в котором описана похожая ситуация, а фамилия Булгакова не была указана в титрах в связи с опалой писателя.

## Издание
В 2000 году фильм был выпущен на видеокассете компаниями «Мастер Тэйп» и «Формат А». На DVD издавался в 2006 году компаниями «СОЮЗ Видео» и «Восток В» («восстановленная» версия 1965 г.), в 2009 году — компанией «Видеоком» (сокращённая версия 1956—1961 гг.).